# Radio Vacation Pêche
Saint Guénolé Radio Vacation Pêche, successeur depuis le 1er juin 2000 de Le Conquet radio, est une station de radio maritime qui assure un trafic radiotéléphonique en moyenne fréquence et en HF en USB à destination des pêcheurs.
Les familles à terre appellent la station pour joindre le marin embarqué sur un navire de pêche.

## Lieu
La station est installée depuis 2007 dans l'ancien hangar du canot de sauvetage au bout du port de Saint-Guénolé, rue du port de Saint-Guénolé 29760 Penmarch .

## Tableau des fréquences
La station de « Saint Guénolé Radio Vacation Pêche » assure le trafic radiotéléphonique depuis le 1er juin 2000 sur les fréquences  :
| Canal radio | Fréquence de Saint Guénolé Radio en radiotéléphonie en BLU | Fréquence des navires en radiotéléphonie en BLU | Veille en BLU |
| ----------- | ---------------------------------------------------------- | ----------------------------------------------- | ------------- |
| Canal 253   | 1 671 kHz (vacation pêche de 9h50 à 11h30 heure locale)    | 2 096 kHz                                       | 4 119 kHz     |
| Canal 419   | 4 411 kHz (vacation pêche de 9h30 à 9h45 heure locale)     | 4 119 kHz (navires éloignés)                    | 2 096 kHz     |